# Dennis Taylor
Dennis Taylor (Coalisland, Irlanda del Norte, 19 de enero de 1949) es un exjugador y comentarista de snooker británico. Se le conoce, sobre todo, por su triunfo en el Campeonato Mundial de 1985, en cuya final, uno de los partidos más famosos de la historia del snooker, se impuso a Steve Davis (18-17) después de haber ido hasta ocho mesas por detrás de él. El enfrentamiento mantuvo pegados a la pantalla a 18,5 millones de telespectadores, el número más alto, aún hoy en día, tanto para una emisión de la BBC Two como para una que se alargase hasta más allá de la media noche.
Antes de aquella edición, Taylor ya había sido subcampeón en la de 1979, en la que cayó derrotado 16-24 frente a Terry Griffiths. En la temporada 1979-80 consiguió escalar hasta la segunda posición del ranking. Se proclamó, asimismo, campeón del Grand Prix de 1984 (10-2 contra Cliff Thorburn en la final) y del Masters de 1987 (9-8 contra Alex Higgins). La tacada más alta de su carrera, de 141, se la anotó en el Carling Challenge de 1987.
Portó, de 1983 en adelante, unas características gafas que Jack Karnehm diseñó específicamente para practicar snooker; se llegó a decir de ellas que estaban «del revés». Se retiró del circuito principal en el año 2000, y comenzó entonces a comentar partidos de manera frecuente con la BBC. Fue una de los rostros habituales del World Seniors Tour hasta que en 2021, con 72 años, anunció su retirada definitiva. Más allá del mundo del snooker, participó en la tercera temporada de Strictly Come Dancing, donde bailó junto a Izabela Hannah y consiguió el octavo puesto.

## Biografía

### Infancia y primeros años de carrera
Taylor nació el 19 de enero de 1949 en la localidad norirlandesa de Coalisland, hijo de un camionero y con seis hermanos. Su carrera profesional no comenzaría hasta 1972, pero, aún como amateur, ganó el Campeonato Juvenil Británico de Billares de 1968. En la temporada 1972-1973, debutó en el Campeonato Mundial de Snooker, en una edición en la que cayó derrotado en primera ronda (8-9) contra Cliff Thorburn. Consiguió alcanzar las semifinales tanto en 1975, cuando perdió frente a Eddie Charlton (12-19), como en 1977, con un resultado de 18-16 ante Thorburn. Dos años más tarde, en 1979, llegó hasta la final, en la que se vio superado por Terry Griffiths (16-24), que había accedido al torneo a través de las rondas clasificatorias. De cara a la siguiente temporada, se encaramó al segundo puesto del ranking mundial, tan solo por detrás de Steve Davis.
En 1984, llegó por tercera vez a la semifinal de este torneo, el más importante del calendario, pero no logró superar a Davis. Al comienzo de la siguiente temporada, cuando Davis se encontraba inmerso en el Jameson International, su madre falleció de un infarto y decidió retirarse antes de su partido de cuartos de final, en el que había de enfrentarse a Silvino Francisco. Aun así, fue aquella la temporada en la que inauguró su palmarés, con un triunfo en el Grand Prix, en cuya final derrotó a Thorburn por diez mesas a dos.

### Campeón del mundo
Habiendo ganado ya su primer torneo de ranking, accedió al Campeonato Mundial de Snooker de 1985 como undécimo cabeza de serie. Tras derrotar a Francisco (10-2), Charlton (13-6), Thorburn (13-5) y Tony Knowles (16-5), se plantó en la final, en la que se midió con el tres veces campeón y número uno del mundo, Steve Davis. En el partido, disputado al mejor de treinta y cinco mesas y en cuatro sesiones, llegó a ir perdiendo por 0-7 al final de la primera, pero se recompuso y cerró la segunda tan solo dos mesas por detrás (7-9). Sin llegar a ir por delante en ningún momento, consiguió llevar el partido hasta la mesa decisiva al empatarlo a diecisiete. Cuando tan solo quedaban cuatro mesas de color sobre la mesa, perdía por 62 a 44. La marrón la embocó desde larga distancia, en lo que luego consideraría uno de los mejores tiros bajo presión de toda su carrera; la azul y la rosa le pusieron a tres puntos (62-59) con tan solo los siete de la negra por jugar. Si bien ambos jugadores tuvieron sus tiros con este último color, fue Taylor el que resultó vencedor de un partido que se conoce habitualmente como la «final de la bola negra».
Según varias encuestas, son muchos los que consideran que este fue el mejor partido de la historia del snooker. Llegó, además, hasta más de dieciocho millones de espectadores británicos que lo siguieron en directo a través de la BBC; se mantiene como la retransmisión más vista de la historia sobrepasada la medianoche y el programa de la BBC Two que más espectadores consiguió congregar frente a la pantalla. A su regreso a Irlanda del Norte, se le concedieron las llaves de la ciudad de su Coalisland natal e hizo un recorrido de honor al que acudieron hasta diez mil personas.

### Últimos años de carrera

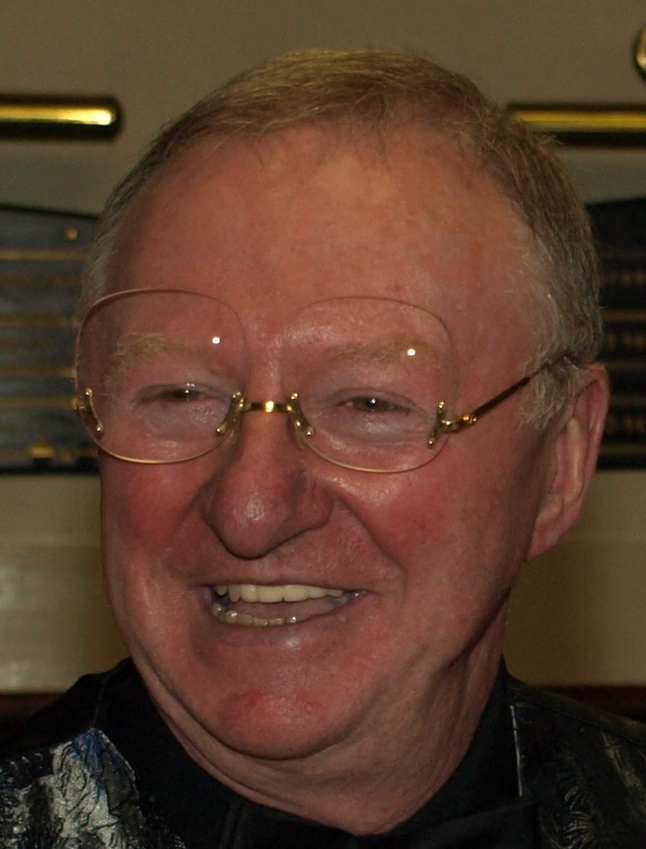
Las gafas de Taylor estaban diseñadas para jugar a snooker

Taylor alcanzó la final de un torneo de ranking por cuarta vez en su carrera en el Grand Prix celebrado a finales de aquel mismo año. Se enfrentó a Davis en un partido que, como el del Campeonato Mundial, hubo de decidirse en la última mesa, pero esta vez fue Davis quien resultó vencedor. Hasta la fecha, se mantiene como la final más larga de las que se han disputado en un solo día, con más de diez horas de juego. Al año siguiente, en la defensa de su título en Sheffield, cayó víctima de la conocida como «maldición del Crucible» y vio cómo Mike Hallett lo eliminaba en primera ronda con un 6-10. En 1987, alcanzó la final del Masters por primera y última vez: se enfrentó a su compatriota Alex Higgins y, pese a que llegó a ir perdiendo por 5-8, se recompuso y le endosó cuatro mesas seguidas para llevarse el trofeo. Irlanda del Norte habría de esperar más de treinta años para ver a un jugador ganar un torneo de la Triple Corona, hasta que Mark Allen resultó vencedor de la edición del Masters de 2018. Ese mismo año, en el Carling Challenge, firmó la tacada más alta de su carrera, un 141; aquel torneo lo ganó al derrotar a Joe Johson en la final.
En la Copa Mundial de 1990, Taylor formó parte de un equipo norirlandés en el que también estaban Higgins y Tommy Murphy. No ganaron, y Higgins le amenazó: «Si vuelves a Irlanda del Norte, haré que te peguen un tiro». Poco después, se enfrentaron en los cuartos de final del Masters de Irlanda y Taylor venció por cinco mesas a dos. A lo largo de la siguiente década, su nivel de juego fue decayendo y en 1995 dejó de estar entre los dieciséis mejores jugadores del mundo; acabaría por retirarse del snooker profesional en 2000.
Taylor figuró en el sencillo «Snooker Loopy» junto al dúo Chas & Dave y otros jugadores que, como él, estaban bajo la tutela de Barry Hearn. La canción, estrenada en 1986, estuvo once semanas en la UK Singles Chart y llegó a escalar hasta el sexto puesto. A Taylor se lo reconocía en general por las distintivas gafas que portaba, que por la disposición de los cristales parecían estar «del revés» y que habían sido diseñadas con el propósito de ayudar a jugar a snooker. En la propia canción se hacía una broma al respecto, y John Virgo también hizo algún comentario al respecto.
Taylor ganó el Irish Professional Championship en seis ocasiones a lo largo de su carrera. Una vez retirado del circuito profesional, continuó jugando partidos del World Seniors Tour. En mayo de 2021, tras perder contra Barry Pinches en aquella edición del torneo, anunció su retirada definitiva. Ha fungido también como comentarista y analista de la BBC, pero Virgo, con el que ha compartido micrófono en múltiples ocasiones, anunció el 27 de abril de 2022 que la BBC ha tomado ya la decisión de prescindir de ambos de cara a la temporada 2023-2024.
Es autor de varios libros, entre ellos una autobiografía titulada Frame by Frame: My Own Story (1985), Natural Break (1986) y Play snooker with Dennis Taylor (1990).

## Vida personal
Fue un habitual de Big Break, programa de televisión dedicado al snooker. En 2005, participó también en la tercera edición de Strictly Come Dancing, en la que quedó octavo de la mano de su compañera de baile, Izabela Hannah. Vive en Llay, cerca de Wrexham. Su hijo Damien es entrenador profesional de golf. Taylor, aficionado también al fútbol, apoya tanto a los Blackburn Rovers como al Manchester United.

## Resultados y posición en el ranking
| Ranking                             | no había sistema de ranking | no había sistema de ranking | no había sistema de ranking | no había sistema de ranking | 9                 | 4                 | 4                 | 8                 | 2                 | 6                 | 5                 | 13                | 13                | 11                | 4                 | 3                 | 8                 | 10                | 8                 | 10                | 9                 | 9                 | 11                | 15                | 24                | 32                | 26                | 34                | 52                | 88                |                   |               |               |               |               |               |               |               |               |               |               |               |               |               |               |               |               |               |               |               |               |               |               |               |               |               |               |               |               |               |               |               |               |               |               |
| Torneos de ranking                  |                             |                             |                             |                             |                   |                   |                   |                   |                   |                   |                   |                   |                   |                   |                   |                   |                   |                   |                   |                   |                   |                   |                   |                   |                   |                   |                   |                   |                   |                   |                   |               |               |               |               |               |               |               |               |               |               |               |               |               |               |               |               |               |               |               |               |               |               |               |               |               |               |               |               |               |               |               |               |               |               |
| Abierto Británico                   | no se celebró               | no se celebró               | no se celebró               | no se celebró               | no se celebró     | no se celebró     | no se celebró     | no se celebró     | no era de ranking | no era de ranking | no era de ranking | no era de ranking | no era de ranking | CF                | 1R                | CF                | 2R                | 1R                | 3R                | CF                | 2R                | 2R                | 1R                | 2R                | 2R                | 2R                | 2R                | RC                | RC                | RC                |                   |               |               |               |               |               |               |               |               |               |               |               |               |               |               |               |               |               |               |               |               |               |               |               |               |               |               |               |               |               |               |               |               |               |               |
| Grand Prix                          | no se celebró               | no se celebró               | no se celebró               | no se celebró               | no se celebró     | no se celebró     | no se celebró     | no se celebró     | no se celebró     | no se celebró     | no se celebró     | 3R                | 1R                | V                 | F                 | 3R                | F                 | SF                | CF                | 2R                | 1R                | 1R                | 3R                | 1R                | 1R                | 1R                | 1R                | 1R                | RC                | RC                |                   |               |               |               |               |               |               |               |               |               |               |               |               |               |               |               |               |               |               |               |               |               |               |               |               |               |               |               |               |               |               |               |               |               |               |
| Campeonato del Reino Unido          | no era de ranking           | no era de ranking           | no era de ranking           | no era de ranking           | no era de ranking | no era de ranking | no era de ranking | no era de ranking | no era de ranking | no era de ranking | no era de ranking | no era de ranking | no era de ranking | 2R                | SF                | 2R                | 2R                | 3R                | 3R                | 1R                | 2R                | 2R                | 2R                | 2R                | 2R                | 3R                | 2R                | 2R                | RC                | RC                |                   |               |               |               |               |               |               |               |               |               |               |               |               |               |               |               |               |               |               |               |               |               |               |               |               |               |               |               |               |               |               |               |               |               |               |
| Abierto de China                    | no se celebró               | no se celebró               | no se celebró               | no se celebró               | no se celebró     | no se celebró     | no se celebró     | no se celebró     | no se celebró     | no se celebró     | no se celebró     | no se celebró     | no se celebró     | no se celebró     | no se celebró     | no se celebró     | no se celebró     | no se celebró     | no se celebró     | no se celebró     | no se celebró     | no se celebró     | no se celebró     | no se celebró     | no se celebró     | no se celebró     | no se celebró     | NR                | RC                | RC                |                   |               |               |               |               |               |               |               |               |               |               |               |               |               |               |               |               |               |               |               |               |               |               |               |               |               |               |               |               |               |               |               |               |               |               |
| Abierto de Gales                    | no se celebró               | no se celebró               | no se celebró               | no se celebró               | no se celebró     | no se celebró     | no se celebró     | no se celebró     | no se celebró     | no se celebró     | no se celebró     | no se celebró     | no se celebró     | no se celebró     | no se celebró     | no se celebró     | no se celebró     | no se celebró     | no se celebró     | no se celebró     | 2R                | 2R                | 1R                | 1R                | 2R                | 3R                | 2R                | RC                | RC                | RC                |                   |               |               |               |               |               |               |               |               |               |               |               |               |               |               |               |               |               |               |               |               |               |               |               |               |               |               |               |               |               |               |               |               |               |               |
| Malta Grand Prix                    | no se celebró               | no se celebró               | no se celebró               | no se celebró               | no se celebró     | no se celebró     | no se celebró     | no se celebró     | no se celebró     | no se celebró     | no se celebró     | no se celebró     | no se celebró     | no se celebró     | no se celebró     | no se celebró     | no se celebró     | no se celebró     | no se celebró     | no se celebró     | no se celebró     | no se celebró     | no se celebró     | no se celebró     | no era de ranking | no era de ranking | no era de ranking | no era de ranking | no era de ranking | RC                |                   |               |               |               |               |               |               |               |               |               |               |               |               |               |               |               |               |               |               |               |               |               |               |               |               |               |               |               |               |               |               |               |               |               |               |
| Masters de Tailandia                | no se celebró               | no se celebró               | no se celebró               | no se celebró               | no se celebró     | no se celebró     | no se celebró     | no se celebró     | no se celebró     | no se celebró     | no se celebró     | no se celebró     | no era de ranking | no era de ranking | no era de ranking | no era de ranking | no se celebró     | no se celebró     | 1R                | F                 | 3R                | 3R                | 2R                | 1R                | 1R                | RC                | RC                | RC                | RC                | RC                |                   |               |               |               |               |               |               |               |               |               |               |               |               |               |               |               |               |               |               |               |               |               |               |               |               |               |               |               |               |               |               |               |               |               |               |
| Abierto de Escocia                  | no se celebró               | no se celebró               | no se celebró               | no se celebró               | no se celebró     | no se celebró     | no se celebró     | no se celebró     | no se celebró     | no se celebró     | NR                | CF                | 2R                | SR                | SF                | 3R                | 2R                | CF                | 3R                | no se celebró     | no se celebró     | no se celebró     | 1R                | 2R                | 2R                | 2R                | 2R                | RC                | RC                | RC                |                   |               |               |               |               |               |               |               |               |               |               |               |               |               |               |               |               |               |               |               |               |               |               |               |               |               |               |               |               |               |               |               |               |               |               |
| Campeonato Mundial                  | NR                          | RC                          | SF                          | CF                          | SF                | 1R                | 1R                | F                 | 2R                | CF                | 1R                | 2R                | SF                | W                 | 1R                | 2R                | 2R                | 2R                | 1R                | CF                | 1R                | 1R                | CF                | 1R                | RC                | RC                | RC                | RC                | RC                | RC                |                   |               |               |               |               |               |               |               |               |               |               |               |               |               |               |               |               |               |               |               |               |               |               |               |               |               |               |               |               |               |               |               |               |               |               |
| Torneos de invitación               |                             |                             |                             |                             |                   |                   |                   |                   |                   |                   |                   |                   |                   |                   |                   |                   |                   |                   |                   |                   |                   |                   |                   |                   |                   |                   |                   |                   |                   |                   |                   |               |               |               |               |               |               |               |               |               |               |               |               |               |               |               |               |               |               |               |               |               |               |               |               |               |               |               |               |               |               |               |               |               |               |
| Champions Cup                       | no se celebró               | no se celebró               | no se celebró               | no se celebró               | no se celebró     | no se celebró     | no se celebró     | no se celebró     | no se celebró     | no se celebró     | no se celebró     | no se celebró     | no se celebró     | no se celebró     | no se celebró     | no se celebró     | no se celebró     | no se celebró     | no se celebró     | no se celebró     | no se celebró     | no se celebró     | no se celebró     | F                 | 1R                | A                 | A                 | 1R                | A                 | A                 |                   |               |               |               |               |               |               |               |               |               |               |               |               |               |               |               |               |               |               |               |               |               |               |               |               |               |               |               |               |               |               |               |               |               |               |
| Masters de Escocia                  | no se celebró               | no se celebró               | no se celebró               | no se celebró               | no se celebró     | no se celebró     | no se celebró     | no se celebró     | no se celebró     | no se celebró     | A                 | SF                | A                 | A                 | CF                | A                 | CF                | NC                | 1R                | A                 | 1R                | 1R                | A                 | 1R                | A                 | RC                | A                 | RC                | A                 | A                 |                   |               |               |               |               |               |               |               |               |               |               |               |               |               |               |               |               |               |               |               |               |               |               |               |               |               |               |               |               |               |               |               |               |               |               |
| Masters                             | no se celebró               | no se celebró               | A                           | 1R                          | 1R                | CF                | CF                | A                 | CF                | 1R                | 1R                | A                 | 1R                | 1R                | CF                | V                 | 1R                | 1R                | 1R                | 1R                | 1R                | 1R                | 1R                | CF                | A                 | A                 | A                 | A                 | A                 | A                 |                   |               |               |               |               |               |               |               |               |               |               |               |               |               |               |               |               |               |               |               |               |               |               |               |               |               |               |               |               |               |               |               |               |               |               |
| Masters de Irlanda                  | no se celebró               | no se celebró               | A                           | SF                          | RR                | 1R                | 1R                | A                 | RR                | CF                | CF                | 1R                | SF                | 1R                | CF                | SF                | 1R                | 1R                | F                 | SF                | CF                | CF                | 1R                | A                 | A                 | A                 | A                 | A                 | A                 | A                 |                   |               |               |               |               |               |               |               |               |               |               |               |               |               |               |               |               |               |               |               |               |               |               |               |               |               |               |               |               |               |               |               |               |               |               |
| Premier League                      | no se celebró               | no se celebró               | no se celebró               | no se celebró               | no se celebró     | no se celebró     | no se celebró     | no se celebró     | no se celebró     | no se celebró     | no se celebró     | no se celebró     | F                 | no se celebró     | no se celebró     | RR                | RR                | A                 | RR                | RR                | A                 | A                 | A                 | A                 | A                 | A                 | A                 | A                 | A                 | A                 |                   |               |               |               |               |               |               |               |               |               |               |               |               |               |               |               |               |               |               |               |               |               |               |               |               |               |               |               |               |               |               |               |               |               |               |
| Pontins Professional                | NC                          | A                           | CF                          | CF                          | RR                | RR                | RR                | A                 | A                 | CF                | CF                | SF                | A                 | A                 | A                 | A                 | A                 | A                 | A                 | A                 | A                 | A                 | A                 | A                 | A                 | A                 | A                 | A                 | A                 | A                 |                   |               |               |               |               |               |               |               |               |               |               |               |               |               |               |               |               |               |               |               |               |               |               |               |               |               |               |               |               |               |               |               |               |               |               |
| Torneos que fueron de ranking       |                             |                             |                             |                             |                   |                   |                   |                   |                   |                   |                   |                   |                   |                   |                   |                   |                   |                   |                   |                   |                   |                   |                   |                   |                   |                   |                   |                   |                   |                   |                   |               |               |               |               |               |               |               |               |               |               |               |               |               |               |               |               |               |               |               |               |               |               |               |               |               |               |               |               |               |               |               |               |               |               |
| Masters de Canadá                   | no se celebró               | no se celebró               | no era de ranking           | no era de ranking           | no era de ranking | no era de ranking | no era de ranking | no era de ranking | no era de ranking | no era de ranking | no se celebró     | no se celebró     | no se celebró     | no se celebró     | no era de ranking | no era de ranking | no era de ranking | CF                | no se celebró     | no se celebró     | no se celebró     | no se celebró     | no se celebró     | no se celebró     | no se celebró     | no se celebró     | no se celebró     | no se celebró     | no se celebró     | no se celebró     |                   |               |               |               |               |               |               |               |               |               |               |               |               |               |               |               |               |               |               |               |               |               |               |               |               |               |               |               |               |               |               |               |               |               |               |
| Abierto de Hong Kong                | no se celebró               | no se celebró               | no se celebró               | no se celebró               | no se celebró     | no se celebró     | no se celebró     | no se celebró     | no era de ranking | no era de ranking | no era de ranking | no era de ranking | no era de ranking | no era de ranking | no era de ranking | no era de ranking | no era de ranking | NC                | CF                | no se celebró     | no se celebró     | no se celebró     | no se celebró     | no se celebró     | NR                | NR                | no se celebró     | no se celebró     | no se celebró     | no se celebró     |                   |               |               |               |               |               |               |               |               |               |               |               |               |               |               |               |               |               |               |               |               |               |               |               |               |               |               |               |               |               |               |               |               |               |               |
| Clásico                             | no se celebró               | no se celebró               | no se celebró               | no se celebró               | no se celebró     | no se celebró     | no se celebró     | no se celebró     | no era de ranking | no era de ranking | no era de ranking | no era de ranking | 1R                | 1R                | 3R                | 1R                | CF                | 2R                | 2R                | 2R                | 2R                | 2R                | no se celebró     | no se celebró     | no se celebró     | no se celebró     | no se celebró     | no se celebró     | no se celebró     | no se celebró     |                   |               |               |               |               |               |               |               |               |               |               |               |               |               |               |               |               |               |               |               |               |               |               |               |               |               |               |               |               |               |               |               |               |               |               |
| Abierto de Strachan                 | no se celebró               | no se celebró               | no se celebró               | no se celebró               | no se celebró     | no se celebró     | no se celebró     | no se celebró     | no se celebró     | no se celebró     | no se celebró     | no se celebró     | no se celebró     | no se celebró     | no se celebró     | no se celebró     | no se celebró     | no se celebró     | no se celebró     | no se celebró     | 2R                | 2R                | MR                | NR                | no se celebró     | no se celebró     | no se celebró     | no se celebró     | no se celebró     | no se celebró     |                   |               |               |               |               |               |               |               |               |               |               |               |               |               |               |               |               |               |               |               |               |               |               |               |               |               |               |               |               |               |               |               |               |               |               |
| Clásico de Asia                     | no se celebró               | no se celebró               | no se celebró               | no se celebró               | no se celebró     | no se celebró     | no se celebró     | no se celebró     | no se celebró     | no se celebró     | no se celebró     | no se celebró     | no se celebró     | no se celebró     | no se celebró     | no se celebró     | no se celebró     | NR                | A                 | 1R                | CF                | CF                | 3R                | 1R                | 1R                | 1R                | RC                | no se celebró     | no se celebró     | no se celebró     | no se celebró     |               |               |               |               |               |               |               |               |               |               |               |               |               |               |               |               |               |               |               |               |               |               |               |               |               |               |               |               |               |               |               |               |               |               |
| Abierto de Europa                   | no se celebró               | no se celebró               | no se celebró               | no se celebró               | no se celebró     | no se celebró     | no se celebró     | no se celebró     | no se celebró     | no se celebró     | no se celebró     | no se celebró     | no se celebró     | no se celebró     | no se celebró     | no se celebró     | no se celebró     | 2R                | 1R                | CF                | 3R                | 3R                | 3R                | 2R                | RC                | 1R                | RC                | NC                | RC                | NC                |                   |               |               |               |               |               |               |               |               |               |               |               |               |               |               |               |               |               |               |               |               |               |               |               |               |               |               |               |               |               |               |               |               |               |               |
| Abierto de Alemania                 | no se celebró               | no se celebró               | no se celebró               | no se celebró               | no se celebró     | no se celebró     | no se celebró     | no se celebró     | no se celebró     | no se celebró     | no se celebró     | no se celebró     | no se celebró     | no se celebró     | no se celebró     | no se celebró     | no se celebró     | no se celebró     | no se celebró     | no se celebró     | no se celebró     | no se celebró     | no se celebró     | no se celebró     | no se celebró     | RC                | RC                | RC                | NR                | NC                |                   |               |               |               |               |               |               |               |               |               |               |               |               |               |               |               |               |               |               |               |               |               |               |               |               |               |               |               |               |               |               |               |               |               |               |
| Torneos que no eran de ranking      |                             |                             |                             |                             |                   |                   |                   |                   |                   |                   |                   |                   |                   |                   |                   |                   |                   |                   |                   |                   |                   |                   |                   |                   |                   |                   |                   |                   |                   |                   |                   |               |               |               |               |               |               |               |               |               |               |               |               |               |               |               |               |               |               |               |               |               |               |               |               |               |               |               |               |               |               |               |               |               |               |
| Campeonato Mundial                  | 1R                          | torneo de ranking           | torneo de ranking           | torneo de ranking           | torneo de ranking | torneo de ranking | torneo de ranking | torneo de ranking | torneo de ranking | torneo de ranking | torneo de ranking | torneo de ranking | torneo de ranking | torneo de ranking | torneo de ranking | torneo de ranking | torneo de ranking | torneo de ranking | torneo de ranking | torneo de ranking | torneo de ranking | torneo de ranking | torneo de ranking | torneo de ranking | torneo de ranking | torneo de ranking | torneo de ranking | torneo de ranking | torneo de ranking | torneo de ranking | torneo de ranking |               |               |               |               |               |               |               |               |               |               |               |               |               |               |               |               |               |               |               |               |               |               |               |               |               |               |               |               |               |               |               |               |               |               |
| Norwich Union Open                  | NC                          | 2R                          | 1R                          | no se celebró               | no se celebró     | no se celebró     | no se celebró     | no se celebró     | no se celebró     | no se celebró     | no se celebró     | no se celebró     | no se celebró     | no se celebró     | no se celebró     | no se celebró     | no se celebró     | no se celebró     | no se celebró     | no se celebró     | no se celebró     | no se celebró     | no se celebró     | no se celebró     | no se celebró     | no se celebró     | no se celebró     | no se celebró     | no se celebró     | no se celebró     | no se celebró     | no se celebró | no se celebró |               |               |               |               |               |               |               |               |               |               |               |               |               |               |               |               |               |               |               |               |               |               |               |               |               |               |               |               |               |               |               |               |
| Abierto de Watney                   | no se celebró               | no se celebró               | CF                          | no se celebró               | no se celebró     | no se celebró     | no se celebró     | no se celebró     | no se celebró     | no se celebró     | no se celebró     | no se celebró     | no se celebró     | no se celebró     | no se celebró     | no se celebró     | no se celebró     | no se celebró     | no se celebró     | no se celebró     | no se celebró     | no se celebró     | no se celebró     | no se celebró     | no se celebró     | no se celebró     | no se celebró     | no se celebró     | no se celebró     | no se celebró     | no se celebró     | no se celebró | no se celebró |               |               |               |               |               |               |               |               |               |               |               |               |               |               |               |               |               |               |               |               |               |               |               |               |               |               |               |               |               |               |               |               |
| World Matchplay Championship        | no se celebró               | no se celebró               | no se celebró               | no se celebró               | 1R                | no se celebró     | no se celebró     | no se celebró     | no se celebró     | no se celebró     | no se celebró     | no se celebró     | no se celebró     | no se celebró     | no se celebró     | no se celebró     | no se celebró     | no se celebró     | no se celebró     | no se celebró     | no se celebró     | no se celebró     | no se celebró     | no se celebró     | no se celebró     | no se celebró     | no se celebró     | no se celebró     | no se celebró     | no se celebró     | no se celebró     | no se celebró | no se celebró | no se celebró | no se celebró |               |               |               |               |               |               |               |               |               |               |               |               |               |               |               |               |               |               |               |               |               |               |               |               |               |               |               |               |               |               |
| Holsten Lager International         | no se celebró               | no se celebró               | no se celebró               | no se celebró               | no se celebró     | no se celebró     | no se celebró     | CF                | no se celebró     | no se celebró     | no se celebró     | no se celebró     | no se celebró     | no se celebró     | no se celebró     | no se celebró     | no se celebró     | no se celebró     | no se celebró     | no se celebró     | no se celebró     | no se celebró     | no se celebró     | no se celebró     | no se celebró     | no se celebró     | no se celebró     | no se celebró     | no se celebró     | no se celebró     | no se celebró     | no se celebró | no se celebró | no se celebró | no se celebró | no se celebró | no se celebró | no se celebró |               |               |               |               |               |               |               |               |               |               |               |               |               |               |               |               |               |               |               |               |               |               |               |               |               |               |               |
| Golden Masters                      | no se celebró               | no se celebró               | no se celebró               | no se celebró               | no se celebró     | SF                | SF                | SF                | no se celebró     | no se celebró     | no se celebró     | no se celebró     | no se celebró     | no se celebró     | no se celebró     | no se celebró     | no se celebró     | no se celebró     | no se celebró     | no se celebró     | no se celebró     | no se celebró     | no se celebró     | no se celebró     | no se celebró     | no se celebró     | no se celebró     | no se celebró     | no se celebró     | no se celebró     | no se celebró     | no se celebró | no se celebró | no se celebró | no se celebró | no se celebró | no se celebró | no se celebró |               |               |               |               |               |               |               |               |               |               |               |               |               |               |               |               |               |               |               |               |               |               |               |               |               |               |               |
| Internacional de Bombay             | no se celebró               | no se celebró               | no se celebró               | no se celebró               | no se celebró     | no se celebró     | no se celebró     | RR                | RR                | no se celebró     | no se celebró     | no se celebró     | no se celebró     | no se celebró     | no se celebró     | no se celebró     | no se celebró     | no se celebró     | no se celebró     | no se celebró     | no se celebró     | no se celebró     | no se celebró     | no se celebró     | no se celebró     | no se celebró     | no se celebró     | no se celebró     | no se celebró     | no se celebró     | no se celebró     | no se celebró | no se celebró | no se celebró | no se celebró | no se celebró | no se celebró | no se celebró | no se celebró |               |               |               |               |               |               |               |               |               |               |               |               |               |               |               |               |               |               |               |               |               |               |               |               |               |               |
| Pontins Camber Sands                | no se celebró               | no se celebró               | no se celebró               | no se celebró               | no se celebró     | no se celebró     | no se celebró     | no se celebró     | F                 | no se celebró     | no se celebró     | no se celebró     | no se celebró     | no se celebró     | no se celebró     | no se celebró     | no se celebró     | no se celebró     | no se celebró     | no se celebró     | no se celebró     | no se celebró     | no se celebró     | no se celebró     | no se celebró     | no se celebró     | no se celebró     | no se celebró     | no se celebró     | no se celebró     | no se celebró     | no se celebró | no se celebró | no se celebró | no se celebró | no se celebró | no se celebró | no se celebró | no se celebró |               |               |               |               |               |               |               |               |               |               |               |               |               |               |               |               |               |               |               |               |               |               |               |               |               |               |
| Torneo de campeones                 | no se celebró               | no se celebró               | no se celebró               | no se celebró               | no se celebró     | no se celebró     | no se celebró     | A                 | NC                | RR                | no se celebró     | no se celebró     | no se celebró     | no se celebró     | no se celebró     | no se celebró     | no se celebró     | no se celebró     | no se celebró     | no se celebró     | no se celebró     | no se celebró     | no se celebró     | no se celebró     | no se celebró     | no se celebró     | no se celebró     | no se celebró     | no se celebró     | no se celebró     |                   |               |               |               |               |               |               |               |               |               |               |               |               |               |               |               |               |               |               |               |               |               |               |               |               |               |               |               |               |               |               |               |               |               |               |
| Abierto de Escocia                  | no se celebró               | no se celebró               | no se celebró               | no se celebró               | no se celebró     | no se celebró     | no se celebró     | no se celebró     | no se celebró     | no se celebró     | F                 | torneo de ranking | torneo de ranking | torneo de ranking | torneo de ranking | torneo de ranking | torneo de ranking | torneo de ranking | torneo de ranking | no se celebró     | no se celebró     | no se celebró     | torneo de ranking | torneo de ranking | torneo de ranking | torneo de ranking | torneo de ranking | torneo de ranking | torneo de ranking | torneo de ranking | torneo de ranking |               |               |               |               |               |               |               |               |               |               |               |               |               |               |               |               |               |               |               |               |               |               |               |               |               |               |               |               |               |               |               |               |               |               |
| Clásico de Irlanda del Norte        | no se celebró               | no se celebró               | no se celebró               | no se celebró               | no se celebró     | no se celebró     | no se celebró     | no se celebró     | no se celebró     | no se celebró     | CF                | no se celebró     | no se celebró     | no se celebró     | no se celebró     | no se celebró     | no se celebró     | no se celebró     | no se celebró     | no se celebró     | no se celebró     | no se celebró     | no se celebró     | no se celebró     | no se celebró     | no se celebró     | no se celebró     | no se celebró     | no se celebró     | no se celebró     | no se celebró     |               |               |               |               |               |               |               |               |               |               |               |               |               |               |               |               |               |               |               |               |               |               |               |               |               |               |               |               |               |               |               |               |               |               |
| Clásico                             | no se celebró               | no se celebró               | no se celebró               | no se celebró               | no se celebró     | no se celebró     | no se celebró     | no se celebró     | CF                | F                 | CF                | 1R                | torneo de ranking | torneo de ranking | torneo de ranking | torneo de ranking | torneo de ranking | torneo de ranking | torneo de ranking | torneo de ranking | torneo de ranking | torneo de ranking | no se celebró     | no se celebró     | no se celebró     | no se celebró     | no se celebró     | no se celebró     | no se celebró     | no se celebró     |                   |               |               |               |               |               |               |               |               |               |               |               |               |               |               |               |               |               |               |               |               |               |               |               |               |               |               |               |               |               |               |               |               |               |               |
| Clásico de Tolly Cobbold            | no se celebró               | no se celebró               | no se celebró               | no se celebró               | no se celebró     | no se celebró     | no se celebró     | A                 | F                 | A                 | F                 | SF                | A                 | no se celebró     | no se celebró     | no se celebró     | no se celebró     | no se celebró     | no se celebró     | no se celebró     | no se celebró     | no se celebró     | no se celebró     | no se celebró     | no se celebró     | no se celebró     | no se celebró     | no se celebró     | no se celebró     | no se celebró     | no se celebró     | no se celebró | no se celebró | no se celebró | no se celebró | no se celebró | no se celebró | no se celebró | no se celebró | no se celebró | no se celebró | no se celebró | no se celebró |               |               |               |               |               |               |               |               |               |               |               |               |               |               |               |               |               |               |               |               |               |               |
| Campeonato del Reino Unido          | no se celebró               | no se celebró               | no se celebró               | no se celebró               | no se celebró     | 2R                | 2R                | 2R                | SF                | CF                | 2R                | 2R                | 2R                | torneo de ranking | torneo de ranking | torneo de ranking | torneo de ranking | torneo de ranking | torneo de ranking | torneo de ranking | torneo de ranking | torneo de ranking | torneo de ranking | torneo de ranking | torneo de ranking | torneo de ranking | torneo de ranking | torneo de ranking | torneo de ranking | torneo de ranking |                   |               |               |               |               |               |               |               |               |               |               |               |               |               |               |               |               |               |               |               |               |               |               |               |               |               |               |               |               |               |               |               |               |               |               |
| Abierto Británico                   | no se celebró               | no se celebró               | no se celebró               | no se celebró               | no se celebró     | no se celebró     | no se celebró     | no se celebró     | SF                | SF                | 2R                | RC                | RC                | torneo de ranking | torneo de ranking | torneo de ranking | torneo de ranking | torneo de ranking | torneo de ranking | torneo de ranking | torneo de ranking | torneo de ranking | torneo de ranking | torneo de ranking | torneo de ranking | torneo de ranking | torneo de ranking | torneo de ranking | torneo de ranking | torneo de ranking |                   |               |               |               |               |               |               |               |               |               |               |               |               |               |               |               |               |               |               |               |               |               |               |               |               |               |               |               |               |               |               |               |               |               |               |
| Clásico de la Costa del Sol         | no se celebró               | no se celebró               | no se celebró               | no se celebró               | no se celebró     | no se celebró     | no se celebró     | no se celebró     | no se celebró     | no se celebró     | no se celebró     | no se celebró     | no se celebró     | V                 | no se celebró     | no se celebró     | no se celebró     | no se celebró     | no se celebró     | no se celebró     | no se celebró     | no se celebró     | no se celebró     | no se celebró     | no se celebró     | no se celebró     | no se celebró     | no se celebró     | no se celebró     | no se celebró     | no se celebró     | no se celebró | no se celebró | no se celebró | no se celebró | no se celebró | no se celebró | no se celebró | no se celebró | no se celebró | no se celebró | no se celebró | no se celebró | no se celebró |               |               |               |               |               |               |               |               |               |               |               |               |               |               |               |               |               |               |               |               |               |
| Masters de Singapur                 | no se celebró               | no se celebró               | no se celebró               | no se celebró               | no se celebró     | no se celebró     | no se celebró     | no se celebró     | no se celebró     | no se celebró     | no se celebró     | no se celebró     | no se celebró     | A                 | RR                | no se celebró     | no se celebró     | no se celebró     | no se celebró     | no se celebró     | no se celebró     | no se celebró     | no se celebró     | no se celebró     | no se celebró     | no se celebró     | no se celebró     | no se celebró     | no se celebró     | no se celebró     | no se celebró     | no se celebró | no se celebró | no se celebró | no se celebró | no se celebró | no se celebró | no se celebró | no se celebró | no se celebró | no se celebró | no se celebró | no se celebró | no se celebró | no se celebró |               |               |               |               |               |               |               |               |               |               |               |               |               |               |               |               |               |               |               |               |
| Kit Kat Break for World Champions   | no se celebró               | no se celebró               | no se celebró               | no se celebró               | no se celebró     | no se celebró     | no se celebró     | no se celebró     | no se celebró     | no se celebró     | no se celebró     | no se celebró     | no se celebró     | no se celebró     | V                 | no se celebró     | no se celebró     | no se celebró     | no se celebró     | no se celebró     | no se celebró     | no se celebró     | no se celebró     | no se celebró     | no se celebró     | no se celebró     | no se celebró     | no se celebró     | no se celebró     | no se celebró     | no se celebró     | no se celebró | no se celebró | no se celebró | no se celebró | no se celebró | no se celebró | no se celebró | no se celebró | no se celebró | no se celebró | no se celebró | no se celebró | no se celebró | no se celebró |               |               |               |               |               |               |               |               |               |               |               |               |               |               |               |               |               |               |               |               |
| Clásico de Bélgica                  | no se celebró               | no se celebró               | no se celebró               | no se celebró               | no se celebró     | no se celebró     | no se celebró     | no se celebró     | no se celebró     | no se celebró     | no se celebró     | no se celebró     | no se celebró     | no se celebró     | CF                | no se celebró     | no se celebró     | no se celebró     | no se celebró     | no se celebró     | no se celebró     | no se celebró     | no se celebró     | no se celebró     | no se celebró     | no se celebró     | no se celebró     | no se celebró     | no se celebró     | no se celebró     | no se celebró     | no se celebró | no se celebró | no se celebró | no se celebró | no se celebró | no se celebró | no se celebró | no se celebró | no se celebró | no se celebró | no se celebró | no se celebró | no se celebró | no se celebró | no se celebró | no se celebró | no se celebró | no se celebró | no se celebró | no se celebró | no se celebró | no se celebró | no se celebró | no se celebró | no se celebró | no se celebró | no se celebró | no se celebró | no se celebró | no se celebró | no se celebró | no se celebró | no se celebró | no se celebró |
| Masters de Tailandia                | no se celebró               | no se celebró               | no se celebró               | no se celebró               | no se celebró     | no se celebró     | no se celebró     | no se celebró     | no se celebró     | no se celebró     | no se celebró     | no se celebró     | A                 | A                 | V                 | CF                | no se celebró     | no se celebró     | torneo de ranking | torneo de ranking | torneo de ranking | torneo de ranking | torneo de ranking | torneo de ranking | torneo de ranking | torneo de ranking | torneo de ranking | torneo de ranking | torneo de ranking | torneo de ranking |                   |               |               |               |               |               |               |               |               |               |               |               |               |               |               |               |               |               |               |               |               |               |               |               |               |               |               |               |               |               |               |               |               |               |               |
| Masters de Malasia                  | no se celebró               | no se celebró               | no se celebró               | no se celebró               | no se celebró     | no se celebró     | no se celebró     | no se celebró     | no se celebró     | no se celebró     | no se celebró     | no se celebró     | no se celebró     | A                 | NC                | F                 | no se celebró     | no se celebró     | no se celebró     | no se celebró     | no se celebró     | no se celebró     | no se celebró     | no se celebró     | no se celebró     | A                 | no se celebró     | no se celebró     | no se celebró     | no se celebró     | no se celebró     | no se celebró | no se celebró | no se celebró | no se celebró | no se celebró | no se celebró | no se celebró | no se celebró | no se celebró | no se celebró | no se celebró | no se celebró | no se celebró | no se celebró | no se celebró | no se celebró | no se celebró | no se celebró | no se celebró | no se celebró | no se celebró | no se celebró | no se celebró | no se celebró | no se celebró |               |               |               |               |               |               |               |               |               |
| Masters de China                    | no se celebró               | no se celebró               | no se celebró               | no se celebró               | no se celebró     | no se celebró     | no se celebró     | no se celebró     | no se celebró     | no se celebró     | no se celebró     | no se celebró     | no se celebró     | no se celebró     | F                 | SF                | no se celebró     | no se celebró     | no se celebró     | no se celebró     | no se celebró     | no se celebró     | no se celebró     | no se celebró     | no se celebró     | A                 | no se celebró     | no se celebró     | no se celebró     | no se celebró     | no se celebró     | no se celebró | no se celebró | no se celebró | no se celebró | no se celebró | no se celebró | no se celebró | no se celebró | no se celebró | no se celebró | no se celebró | no se celebró | no se celebró | no se celebró | no se celebró | no se celebró | no se celebró | no se celebró | no se celebró | no se celebró | no se celebró | no se celebró | no se celebró | no se celebró | no se celebró |               |               |               |               |               |               |               |               |               |
| Abierto de Hong Kong                | no se celebró               | no se celebró               | no se celebró               | no se celebró               | no se celebró     | no se celebró     | no se celebró     | no se celebró     | A                 | A                 | A                 | A                 | 1R                | 1R                | A                 | V                 | A                 | NC                | R                 | no se celebró     | no se celebró     | no se celebró     | no se celebró     | no se celebró     | A                 | A                 | no se celebró     | no se celebró     | no se celebró     | no se celebró     |                   |               |               |               |               |               |               |               |               |               |               |               |               |               |               |               |               |               |               |               |               |               |               |               |               |               |               |               |               |               |               |               |               |               |               |
| Carling Challenge                   | no se celebró               | no se celebró               | no se celebró               | no se celebró               | no se celebró     | no se celebró     | no se celebró     | no se celebró     | no se celebró     | no se celebró     | no se celebró     | no se celebró     | no se celebró     | A                 | A                 | V                 | V                 | A                 | no se celebró     | no se celebró     | no se celebró     | no se celebró     | no se celebró     | no se celebró     | no se celebró     | no se celebró     | no se celebró     | no se celebró     | no se celebró     | no se celebró     | no se celebró     | no se celebró | no se celebró | no se celebró | no se celebró | no se celebró | no se celebró | no se celebró | no se celebró | no se celebró | no se celebró | no se celebró | no se celebró | no se celebró | no se celebró | no se celebró | no se celebró | no se celebró |               |               |               |               |               |               |               |               |               |               |               |               |               |               |               |               |               |
| Masters de Tokio                    | no se celebró               | no se celebró               | no se celebró               | no se celebró               | no se celebró     | no se celebró     | no se celebró     | no se celebró     | no se celebró     | no se celebró     | no se celebró     | no se celebró     | no se celebró     | no se celebró     | no se celebró     | no se celebró     | V                 | no se celebró     | no se celebró     | no se celebró     | no se celebró     | no se celebró     | no se celebró     | no se celebró     | no se celebró     | no se celebró     | no se celebró     | no se celebró     | no se celebró     | no se celebró     | no se celebró     | no se celebró | no se celebró | no se celebró | no se celebró | no se celebró | no se celebró | no se celebró | no se celebró | no se celebró | no se celebró | no se celebró | no se celebró | no se celebró | no se celebró | no se celebró | no se celebró |               |               |               |               |               |               |               |               |               |               |               |               |               |               |               |               |               |               |
| Masters de Canadá                   | no se celebró               | no se celebró               | F                           | CF                          | A                 | SF                | SF                | A                 | CF                | A                 | no se celebró     | no se celebró     | no se celebró     | no se celebró     | V                 | CF                | V                 | R                 | no se celebró     | no se celebró     | no se celebró     | no se celebró     | no se celebró     | no se celebró     | no se celebró     | no se celebró     | no se celebró     | no se celebró     | no se celebró     | no se celebró     |                   |               |               |               |               |               |               |               |               |               |               |               |               |               |               |               |               |               |               |               |               |               |               |               |               |               |               |               |               |               |               |               |               |               |               |
| Clásico de Asia                     | no se celebró               | no se celebró               | no se celebró               | no se celebró               | no se celebró     | no se celebró     | no se celebró     | no se celebró     | no se celebró     | no se celebró     | no se celebró     | no se celebró     | no se celebró     | no se celebró     | no se celebró     | no se celebró     | no se celebró     | CF                | torneo de ranking | torneo de ranking | torneo de ranking | torneo de ranking | torneo de ranking | torneo de ranking | torneo de ranking | torneo de ranking | torneo de ranking | no se celebró     | no se celebró     | no se celebró     | no se celebró     |               |               |               |               |               |               |               |               |               |               |               |               |               |               |               |               |               |               |               |               |               |               |               |               |               |               |               |               |               |               |               |               |               |               |
| Matchroom Professional Championship | no se celebró               | no se celebró               | no se celebró               | no se celebró               | no se celebró     | no se celebró     | no se celebró     | no se celebró     | no se celebró     | no se celebró     | no se celebró     | no se celebró     | no se celebró     | no se celebró     | no se celebró     | SF                | V                 | F                 | no se celebró     | no se celebró     | no se celebró     | no se celebró     | no se celebró     | no se celebró     | no se celebró     | no se celebró     | no se celebró     | no se celebró     | no se celebró     | no se celebró     | no se celebró     | no se celebró | no se celebró | no se celebró | no se celebró | no se celebró | no se celebró | no se celebró | no se celebró | no se celebró | no se celebró | no se celebró | no se celebró | no se celebró | no se celebró | no se celebró | no se celebró | no se celebró |               |               |               |               |               |               |               |               |               |               |               |               |               |               |               |               |               |
| Masters de Nueva Zelanda            | no se celebró               | no se celebró               | no se celebró               | no se celebró               | no se celebró     | no se celebró     | no se celebró     | no se celebró     | no se celebró     | no se celebró     | no se celebró     | no se celebró     | no se celebró     | no se celebró     | no se celebró     | no se celebró     | 1R                | A                 | CF                | no se celebró     | no se celebró     | no se celebró     | no se celebró     | no se celebró     | no se celebró     | no se celebró     | no se celebró     | no se celebró     | no se celebró     | no se celebró     | no se celebró     | no se celebró | no se celebró | no se celebró | no se celebró | no se celebró | no se celebró | no se celebró | no se celebró | no se celebró | no se celebró | no se celebró | no se celebró | no se celebró | no se celebró | no se celebró | no se celebró | no se celebró | no se celebró |               |               |               |               |               |               |               |               |               |               |               |               |               |               |               |               |
| Masters de Londres                  | no se celebró               | no se celebró               | no se celebró               | no se celebró               | no se celebró     | no se celebró     | no se celebró     | no se celebró     | no se celebró     | no se celebró     | no se celebró     | no se celebró     | no se celebró     | no se celebró     | no se celebró     | no se celebró     | no se celebró     | CF                | CF                | A                 | no se celebró     | no se celebró     | no se celebró     | no se celebró     | no se celebró     | no se celebró     | no se celebró     | no se celebró     | no se celebró     | no se celebró     | no se celebró     | no se celebró | no se celebró | no se celebró | no se celebró | no se celebró | no se celebró | no se celebró | no se celebró | no se celebró | no se celebró | no se celebró | no se celebró | no se celebró | no se celebró | no se celebró | no se celebró | no se celebró | no se celebró | no se celebró |               |               |               |               |               |               |               |               |               |               |               |               |               |               |               |
| Shoot-Out                           | no se celebró               | no se celebró               | no se celebró               | no se celebró               | no se celebró     | no se celebró     | no se celebró     | no se celebró     | no se celebró     | no se celebró     | no se celebró     | no se celebró     | no se celebró     | no se celebró     | no se celebró     | no se celebró     | no se celebró     | no se celebró     | no se celebró     | 1R                | no se celebró     | no se celebró     | no se celebró     | no se celebró     | no se celebró     | no se celebró     | no se celebró     | no se celebró     | no se celebró     | no se celebró     | no se celebró     | no se celebró |               |               |               |               |               |               |               |               |               |               |               |               |               |               |               |               |               |               |               |               |               |               |               |               |               |               |               |               |               |               |               |               |               |
| Norwich Union Grand Prix            | no se celebró               | no se celebró               | no se celebró               | no se celebró               | no se celebró     | no se celebró     | no se celebró     | no se celebró     | no se celebró     | no se celebró     | no se celebró     | no se celebró     | no se celebró     | no se celebró     | no se celebró     | no se celebró     | no se celebró     | SF                | A                 | CF                | no se celebró     | no se celebró     | no se celebró     | no se celebró     | no se celebró     | no se celebró     | no se celebró     | no se celebró     | no se celebró     | no se celebró     | no se celebró     | no se celebró | no se celebró | no se celebró | no se celebró | no se celebró | no se celebró | no se celebró | no se celebró | no se celebró | no se celebró | no se celebró | no se celebró | no se celebró | no se celebró | no se celebró | no se celebró | no se celebró | no se celebró | no se celebró |               |               |               |               |               |               |               |               |               |               |               |               |               |               |               |
| World Masters                       | no se celebró               | no se celebró               | no se celebró               | no se celebró               | no se celebró     | no se celebró     | no se celebró     | no se celebró     | no se celebró     | no se celebró     | no se celebró     | no se celebró     | no se celebró     | no se celebró     | no se celebró     | no se celebró     | no se celebró     | no se celebró     | no se celebró     | 2R                | no se celebró     | no se celebró     | no se celebró     | no se celebró     | no se celebró     | no se celebró     | no se celebró     | no se celebró     | no se celebró     | no se celebró     | no se celebró     | no se celebró |               |               |               |               |               |               |               |               |               |               |               |               |               |               |               |               |               |               |               |               |               |               |               |               |               |               |               |               |               |               |               |               |               |
| Hong Kong Challenge                 | no se celebró               | no se celebró               | no se celebró               | no se celebró               | no se celebró     | no se celebró     | no se celebró     | no se celebró     | no se celebró     | no se celebró     | no se celebró     | no se celebró     | A                 | A                 | CF                | F                 | SF                | SF                | NC                | A                 | CF                | CF                | no se celebró     | no se celebró     | no se celebró     | no se celebró     | no se celebró     | no se celebró     | no se celebró     | no se celebró     | no se celebró     | no se celebró | no se celebró | no se celebró | no se celebró | no se celebró | no se celebró | no se celebró | no se celebró | no se celebró | no se celebró | no se celebró | no se celebró | no se celebró | no se celebró | no se celebró | no se celebró | no se celebró | no se celebró | no se celebró | no se celebró | no se celebró |               |               |               |               |               |               |               |               |               |               |               |               |               |
| Indian Challenge                    | no se celebró               | no se celebró               | no se celebró               | no se celebró               | no se celebró     | no se celebró     | no se celebró     | no se celebró     | no se celebró     | no se celebró     | no se celebró     | no se celebró     | no se celebró     | no se celebró     | no se celebró     | no se celebró     | no se celebró     | no se celebró     | no se celebró     | no se celebró     | 1R                | 1R                | no se celebró     | no se celebró     | no se celebró     | no se celebró     | no se celebró     | no se celebró     | no se celebró     | no se celebró     | no se celebró     | no se celebró | no se celebró | no se celebró | no se celebró | no se celebró | no se celebró | no se celebró | no se celebró | no se celebró | no se celebró | no se celebró | no se celebró | no se celebró | no se celebró | no se celebró | no se celebró | no se celebró | no se celebró | no se celebró | no se celebró | no se celebró |               |               |               |               |               |               |               |               |               |               |               |               |               |
| World Seniors Championship          | no se celebró               | no se celebró               | no se celebró               | no se celebró               | no se celebró     | no se celebró     | no se celebró     | no se celebró     | no se celebró     | no se celebró     | no se celebró     | no se celebró     | no se celebró     | no se celebró     | no se celebró     | no se celebró     | no se celebró     | no se celebró     | no se celebró     | no se celebró     | SF                | SF                | no se celebró     | no se celebró     | no se celebró     | no se celebró     | no se celebró     | no se celebró     | no se celebró     | no se celebró     | no se celebró     | no se celebró | no se celebró |               |               |               |               |               |               |               |               |               |               |               |               |               |               |               |               |               |               |               |               |               |               |               |               |               |               |               |               |               |               |               |               |
| World Matchplay                     | no se celebró               | no se celebró               | no se celebró               | no se celebró               | no se celebró     | no se celebró     | no se celebró     | no se celebró     | no se celebró     | no se celebró     | no se celebró     | no se celebró     | no se celebró     | no se celebró     | no se celebró     | no se celebró     | no se celebró     | CF                | CF                | A                 | CF                | CF                | A                 | no se celebró     | no se celebró     | no se celebró     | no se celebró     | no se celebró     | no se celebró     | no se celebró     | no se celebró     | no se celebró | no se celebró | no se celebró | no se celebró | no se celebró | no se celebró | no se celebró | no se celebró | no se celebró | no se celebró | no se celebró | no se celebró | no se celebró | no se celebró | no se celebró | no se celebró | no se celebró | no se celebró | no se celebró | no se celebró | no se celebró | no se celebró |               |               |               |               |               |               |               |               |               |               |               |               |
| Belgian Challenge                   | no se celebró               | no se celebró               | no se celebró               | no se celebró               | no se celebró     | no se celebró     | no se celebró     | no se celebró     | no se celebró     | no se celebró     | no se celebró     | no se celebró     | no se celebró     | no se celebró     | no se celebró     | no se celebró     | no se celebró     | no se celebró     | no se celebró     | no se celebró     | 1R                | 1R                | no se celebró     | no se celebró     | no se celebró     | no se celebró     | no se celebró     | no se celebró     | no se celebró     | no se celebró     | no se celebró     | no se celebró | no se celebró | no se celebró | no se celebró | no se celebró | no se celebró | no se celebró | no se celebró | no se celebró | no se celebró | no se celebró | no se celebró | no se celebró | no se celebró | no se celebró | no se celebró | no se celebró | no se celebró | no se celebró | no se celebró | no se celebró |               |               |               |               |               |               |               |               |               |               |               |               |               |
| Irish Professional Championship     | no se celebró               | no se celebró               | no se celebró               | SF                          | SF                | F                 | A                 | A                 | V                 | V                 | V                 | F                 | NC                | V                 | V                 | V                 | F                 | A                 | no se celebró     | no se celebró     | SF                | SF                | A                 | no se celebró     | no se celebró     | no se celebró     | no se celebró     | no se celebró     | no se celebró     | no se celebró     | no se celebró     | no se celebró | no se celebró | no se celebró | no se celebró | no se celebró | no se celebró | no se celebró | no se celebró | no se celebró | no se celebró | no se celebró | no se celebró | no se celebró | no se celebró | no se celebró | no se celebró | no se celebró | no se celebró | no se celebró | no se celebró | no se celebró | no se celebró |               |               |               |               |               |               |               |               |               |               |               |               |
| Clásico de Kent                     | no se celebró               | no se celebró               | no se celebró               | no se celebró               | no se celebró     | no se celebró     | no se celebró     | no se celebró     | no se celebró     | no se celebró     | no se celebró     | no se celebró     | no se celebró     | no se celebró     | no se celebró     | CF                | A                 | A                 | A                 | A                 | NC                | NC                | CF                | no se celebró     | no se celebró     | no se celebró     | no se celebró     | no se celebró     | no se celebró     | no se celebró     | no se celebró     | no se celebró | no se celebró | no se celebró | no se celebró | no se celebró | no se celebró | no se celebró | no se celebró | no se celebró | no se celebró | no se celebró | no se celebró | no se celebró | no se celebró | no se celebró | no se celebró | no se celebró | no se celebró | no se celebró | no se celebró | no se celebró | no se celebró |               |               |               |               |               |               |               |               |               |               |               |               |
| European Challenge                  | no se celebró               | no se celebró               | no se celebró               | no se celebró               | no se celebró     | no se celebró     | no se celebró     | no se celebró     | no se celebró     | no se celebró     | no se celebró     | no se celebró     | no se celebró     | no se celebró     | no se celebró     | no se celebró     | no se celebró     | no se celebró     | no se celebró     | no se celebró     | CF                | CF                | SF                | no se celebró     | no se celebró     | no se celebró     | no se celebró     | no se celebró     | no se celebró     | no se celebró     | no se celebró     | no se celebró | no se celebró | no se celebró | no se celebró | no se celebró | no se celebró | no se celebró | no se celebró | no se celebró | no se celebró | no se celebró | no se celebró | no se celebró | no se celebró | no se celebró | no se celebró | no se celebró | no se celebró | no se celebró | no se celebró | no se celebró | no se celebró |               |               |               |               |               |               |               |               |               |               |               |               |
| Pot Black                           | A                           | A                           | F                           | F                           | RR                | RR                | RR                | A                 | SF                | A                 | RR                | A                 | CF                | SF                | SF                | no se celebró     | no se celebró     | no se celebró     | no se celebró     | no se celebró     | CF                | CF                | 1R                | CF                | no se celebró     | no se celebró     | no se celebró     | no se celebró     | no se celebró     | no se celebró     | no se celebró     | no se celebró | no se celebró | no se celebró | no se celebró | no se celebró | no se celebró | no se celebró | no se celebró | no se celebró | no se celebró | no se celebró | no se celebró | no se celebró | no se celebró | no se celebró | no se celebró | no se celebró | no se celebró | no se celebró | no se celebró | no se celebró | no se celebró | no se celebró |               |               |               |               |               |               |               |               |               |               |               |
| Seniors Pot Black                   | no se celebró               | no se celebró               | no se celebró               | no se celebró               | no se celebró     | no se celebró     | no se celebró     | no se celebró     | no se celebró     | no se celebró     | no se celebró     | no se celebró     | no se celebró     | no se celebró     | no se celebró     | no se celebró     | no se celebró     | no se celebró     | no se celebró     | no se celebró     | no se celebró     | no se celebró     | no se celebró     | no se celebró     | no se celebró     | no se celebró     | SF                | no se celebró     | no se celebró     | no se celebró     | no se celebró     | no se celebró | no se celebró | no se celebró | no se celebró | no se celebró | no se celebró | no se celebró | no se celebró | no se celebró | no se celebró | no se celebró | no se celebró | no se celebró | no se celebró | no se celebró | no se celebró | no se celebró | no se celebró | no se celebró | no se celebró | no se celebró | no se celebró | no se celebró | no se celebró | no se celebró | no se celebró |               |               |               |               |               |               |               |               |

| Leyenda | Leyenda                           | Leyenda | Leyenda                                                                             | Leyenda | Leyenda                    |
| ------- | --------------------------------- | ------- | ----------------------------------------------------------------------------------- | ------- | -------------------------- |
| RC      | perdió en la ronda clasificatoria | #R      | perdió en las primeras rondas del torneo (WR = ronda de wildcard, RR = round robin) | CF      | perdió en cuartos de final |
| SF      | perdió en semifinales             | F       | perdió en la final                                                                  | V       | ganó el torneo             |
| NC      | no se clasificó para el torneo    | A       | no participó en el torneo                                                           | SR      | se retiró del torneo       |

| NC / no se celebró     | NC / no se celebró     | NC / no se celebró     | NC / no se celebró     | el torneo no se celebró.                    |
| NR / no era de ranking | NR / no era de ranking | NR / no era de ranking | NR / no era de ranking | el torneo ha dejado/dejó de ser de ranking. |
| R / torneo de ranking  | R / torneo de ranking  | R / torneo de ranking  | R / torneo de ranking  | el torneo ha pasado/pasó a ser de ranking   |